# Commissario europeo per gli affari interni
Il commissario europeo per gli affari interni è un membro della Commissione europea. L'attuale commissario è l'austriaco Magnus Brunner.

## Competenze
Malmström è la prima commissaria a ricoprire tale incarico, separato dal 2010, anno dell'insediamento della Commissione Barroso II, da quello del commissario europeo per la giustizia, i diritti fondamentali e la cittadinanza, nell'ambito dell'ex-terzo pilastro dell'Unione europea, secondo il Trattato di Maastricht: Giustizia e affari interni.
Al Commissario per gli affari interni fa capo la Direzione generale per gli affari interni, attualmente diretta dall'italiano Stefano Manservisi.

## Il commissario attuale
L'attuale commissario è l'austriaco Magnus Brunner.

## Elenco
|   | Commissario           | Paese       | Periodo        | Commissione                  | Incarico                                  |
| - | --------------------- | ----------- | -------------- | ---------------------------- | ----------------------------------------- |
| 1 | Cecilia Malmström     | Svezia      | 2010–2014      | Commissione Barroso II       | Affari interni                            |
| 2 | Dimitris Avramopoulos | Grecia      | 2014–2019      | Commissione Juncker          | Migrazioni, affari interni e cittadinanza |
| 2 | Julian King           | Regno Unito | 2016–2019      | Commissione Juncker          | Unione della sicurezza                    |
| 3 | Ylva Johansson        | Svezia      | 2019–2024      | Commissione von der Leyen I  | Affari interni                            |
| 4 | Magnus Brunner        | Austria     | 2024–in carica | Commissione von der Leyen II | Affari interni e migrazione               |